# KPDF
KPDF è un lettore PDF libero, integrato con l'ambiente desktop KDE fino alla serie 3.5, basato su Xpdf.
Alcune delle sue caratteristiche sono:
- Visualizzazione laterale delle miniature delle pagine del documento
- Visualizzazione della tavola dei contenuti del documento (se presente nel documento stesso)
- Possibilità di ricerca per mezzo di una finestra di dialogo (ricerca di testo in avanti e indietro) e attraverso un filtro per mostrare solo le miniature delle immagini in cui è presente il testo cercato
- Possibilità di copiare immagini e testo facilmente tracciando un rettangolo di selezione.
- Modalità presentazione
- L'utilizzo della memoria può essere controllato, in modo da poter usare più o meno RAM a seconda di quanta è disponibile nel sistema
- Funzionalità di accessibilità, quali:
  - Possibilità di scegliere i colori predefiniti per lo sfondo e per il testo, come un foglio di stile CSS
  - Possibilità di integrarsi con KTTSD (il sistema di text to speech di KDE) per la pronuncia di parti del documento

KPDF, inoltre, utilizza l'architettura KParts di KDE, e per questo può essere anche integrato in Konqueror.
In KDE 4 è stato sostituito dal derivato Okular che ne espande le funzionalità.